# The 13th
«The 13th» — пісня британського рок-гурту The Cure, другий сингл з альбому Wild Mood Swings.

## Список композицій
CD-Maxi (Велика Британія, Європа)
1. «The Way It Is» — 4:55
2. «The Red Plains» (Брюс Горнсбі, Джон Горнсбі) — 4:59
3. «The Wild Frontier» (Брюс Горнсбі, Джон Горнсбі) — 4:01

7": сингл (Велика Британія, Європа, США, Канада)
1. «The Way It Is» — 4:05
2. «The Wild Frontier» (Брюс Горнсбі, Джон Горнсбі) — 4:01

## Позиції в чартах
| Чарт (1996)                          | Найвища позиція |
| ------------------------------------ | --------------- |
| Australian Singles Chart             | 31              |
| Belgian Singles Chart (Flanders)     | 43              |
| Canadian Singles Chart               | 1               |
| Irish Singles Chart                  | 1               |
| Italian Singles Chart                | 5               |
| New Zealand Singles Chart            | 37              |
| New Zealand Singles Chart            | 20              |
| UK Singles Chart                     | 15              |
| Billboard Hot 100                    | 1               |
| Billboard Hot Mainstream Rock Tracks | 3               |